# 도고온천 (아산)
도고온천(道高溫泉)은 충청남도 아산시 도고면 기곡리에 위치한 유황 함유가 많은 온천이다. 학이 도고온천에 다친 다리를 담가 낫는 것을 보고 아픈 아버지를 데려와 낫게했다는 소녀의 전설도 전해진다.

## 역사
신라시대부터 약수로 이름났으며, 본격적으로 개발되어 알려지기 시작한 것은 1975년에 파라다이스 호텔(현 파라다이스 스파도고)이 들어서면서 부터이다. 박정희 전 대통령도 도고온천에 반해 이곳에 별장을 마련했을 정도였고 사망하기 전 날에도 이 지역에 머물렀다고 전해진다.

## 효능
도고온천의 물은 25-35.5도 정도로 마실 수도 있어서 위장병에 좋은 효과를 보이며 그 밖에 신경통, 관절염, 만성 기관지염, 부인병, 피부병 등에 효과가 있다. 수온은 섭씨 26~30도 정도로 낮은 편이며 약 알칼리성을 띤다.

## 시설
- 파라다이스 스파도고: 충청남도 아산시 도고면 가곡리 180-1

## 같이 보기
- 도고 온천 (에히메현)
- 7484 도고 온센